# Command & Conquer
Command & Conquer је серијал рачунарских игара компаније EA Games која спада у најуспелије примере стратегија у реалном времену. Серијал је развијао Westwood Studios од 1995. до 2003, када је је након његовог затварања преузео EA Games.
Прва игра из серијала се појавила 31. августа 1995. и звала се просто Command & Conquer. Била је заснована на претходној стратегији Westwood Studios-a Dune 2. Од тада су издата три наставка и неколико експанзија, пуцачина у првом лицу Command & Conquer: Renegade, као и четири споредне игре: Command & Conquer: Red Alert, Command & Conquer: Red Alert 2, Command & Conquer: Red Alert 3 и Command & Conquer: Generals.
Радња серија је смештена у алтернативној историји која почиње падом метеора у реку Тибар. Метеор је на Земљу донео зелени кристал назван тиберијум, који кристализује околно тло и смањује површину на којој је могућ живот. Око будућности земље боре се две стрене: Глобална одбрамбена иницијатива (Global Defense Initiative, GDI), светска организација чији је циљ заустављање ширења тиберијума, и Братство Нода (Brotherhood of Nod), тајна организација која верује да је тиберијум дар за уздизање човечанства. Последња игра из серијала Command & Conquer 3: Tiberium Wars је увела трећу фракцију у игру, ванземаљску расу Скрин (Scrin).

## Игре из серијала
- (1995)
  -  (1996)
  -  (1997)
- (1999)
  - (2000)
- (пуцачина у првом лицу) (2002)
- (2007)
  -  (2008)
- (пуцачина у првом лицу)(2009)

### Споредне игре
- (1996)
  -  (1997)
  -  (1997)
- (1998) - компилација експанзија Counterstrike и The Aftermath за PlayStation
- (2000)
  -  (2001)
- (октобар 2008)
  -  (2009)
- –  (2010)
- (2003)
  -  (2003)